# Ирена Сантор
Ирѐна Са̀нтор (на полски: Irena Santor; Папово Бискупе, 9 декември 1934 г.) е полска певица.
От 1951 г. членува в Държавния ансамбъл за народни песни и танци „Мазовше“, а от 1959 г. е самостоятелна поп певица. През годините издава множество албуми и записва редица дуети с други полски изпълнители. Награждавана е на местни и чуждестранни музикални мероприятия. Изнася концерти в повечето страни в Европа, в Северна и Южна Америка, Азия и Австралия. Осъществява многобройни записи за Полското радио, а една от първите ѝ песни е Straciłam twe serce („Загубих сърцето ти“) по музика на Владислав Шпилман и текст на Людвик Старски.
През юли 2021 г. съобщава официално, че слага край на дългогодишната си творческа дейност. През ноември следващата година е издадена последната ѝ песен, изпълнена в дует с Михал Байор – Trzy drzewka („Три дръвчета“), включена в дебютния албум на певеца.
Тя е първата полска певица, удостоена със званието „Доктор хонорис кауза“. Почетна гражданка е на Солец Куявски (2005 г.), Варшава (2013 г.) и родното си Папово Бискупе (2014 г.).

## Биография
Родена е като Ирена Вишнѐвска (на полски: Irena Wiśniewska) в село Папово Бискупе, но още следващата година семейството се премества в Солец Куявски. След избухването на Втората световна война членове на немската организация „Зелбстшуц“ („Самоотбрана“) убиват баща ѝ Бернард.
През 1948 г. заедно с майка си заживява в курортния град Поляница-Здруй, където учи в Гимназията по стъклообработване. След това учи в Професионалното училище по стъкларска промишленост в Шчитна. Още тогава учителките ѝ ѝ предлагат да се посвети на пеенето. Възползвайки се от престоя на диригента Зджислав Гужински в града, който по това време работи към операта в Познан, една от учителките моли музиканта да прослуша ученичката ѝ. Гужински разпознава дарбата ѝ и праща препоръчително писмо до основателя на Състава за народни песни и танци „Мазовше“ Тадеуш Сигетински. Ирена се присъединява към „Мазовше“ през 1951 г. В състава се запознава с цигуларя и концертмастор на радио оркестъра Станислав Сантор, който става впоследствие първият ѝ съпруг. В училището в село Отрембуси, където е седалището на „Мазовше“, учи заедно с актрисата Лидия Корсакувна. Оперната певица Ванда Верминска ѝ преподава техника на естрадното пеене.
След като напуска „Мазовше“ през 1959 г., започва самостоятелната си естрадна кариера. Първата ѝ самостоятелна изява пред публика е по време на 50-ото издание на прослушването „Згадуй-Згадуля“ през декември 1959 г. в Конгресната зала на Двореца на културата и науката във Варшава. По поръчка на композитора Владислав Шпилман сред първите песни, които записва, се открояват Maleńki znak („Мъничък знак“) и Embarras („Амбара“ или „Срам“), за които печели две награди на 1-вия Международен музикален фестивал в Сопот през 1961 г. На 5 ноември същата година претърпява пътно произшествие на път от Лудж за Варшава. Управляваната от композитора и пианист Йежи Абратовски кола се подхлъзва и се удря в дърво, вследствие на което съпругата му, певицата Людмила Якубчак, загива, а Абратовски и Сантор се разминават с леки наранявания.
През 1963 г. е замислено Ирена да участва на 1-вия Национален фестивал на полската песен (НФПП) в Ополе, но цената за изпращането на самолет за нея до Познан е твърде висока за организаторите на фестивала и участието ѝ не се осъществява.
През тези години работи заедно с кабарет „Вагабунда“, „У Керджолка“ и „Карузеля Варшавска“. През 1965 и 1966 г. участва в театър „Сирена“ и „Атенеум“ и играе в представленията Zróbmy coś („Да направим нещо“), Kram z piosenkami („Щанд с песни“), Inne czasy („Други времена“) и Ćwierć za kominem („Кварталът зад комина“).
През юни 1966 г. печели I и II награда на 4-тия НФПП в Ополе за песента Powrócisz tu („Ще се върнеш тук“), която се превръща в една от най-знаковите в творчеството ѝ. В края на октомври участва в международния конкурс на 1-вия Международен фестивал на песента в Рио де Жанейро (Бразилия), представяйки песента Tak daleko już jesteśmy („Толкова далеч сме вече“), но не успява да се класира за финала.
През тези години изнася множество телевизионни рецитали, благодарение на които участва във филма Przygoda z piosenką („Случка с песен“) на Станислав Барея от 1968 г. Същата година тя и Йежи Поломски оглавяват ежегодната анкета за най-популярни изпълнители сред полската диаспора в САЩ.
През юли 1971 г. участва на международния фестивал „Олимпиада на песента“ в Атина (Гърция), а през ноември – на Световния фестивал за популярна песен в Токио (Япония) с песента Może już jutro („Може би утре вече“), за която печели награда.

## Личен живот
Първият съпруг на певицата е Станислав Сантор (поч. 1999 г.), който е концертмайстор и цигулар на Оркестъра на Полското радио и телевизия под ръководството на диригента Стефан Рахон. Двамата се женят през 1958 г. и след 19 години брак се развеждат, но остават в приятелски отношения. През 2021 г. певицата споделя, че от връзката си с него през 1959 г. е родила дъщеря си Силвия, която обаче умира два дни след раждането си. Внезапната ѝ смърт става причина бракът на двамата да се разпадне.
След него дългогодишен неин спътник е актьорът Збигнев Корполевски (1934 – 2018 г.), с когото се запознава във варшавския театър „Сирена“, на който впоследствие става директор.
На 6 април 2000 г. научава, че ѝ е открит рак на гърдата. Не скрива болестта и се впуска в акция за насърчаване на жените да си правят редовни гинекологични и мамографски изследвания. В нейния случай ракът е открит в първия си стадий на развитие и операцията във варшавския онкологичен център се оказва успешна.
Кръстница е на Юлия – дъщерята на певицата Луция Прус.
Колекционира кехлибарени изделия и скъпоценни камъни. Притежава голяма колекция от свои карикатури.

## Дискография
- 1960 – Piosenki przy kawie (съвместен с Йежи Поломски)
- 1961 – Rendez-vous z Ireną Santor
- 1965 – Halo, Warszawo!
- 1965 – Dzień dobry, piosenko
- 1966 – Piosenki stare jak świat (Old Hits)
- 1967 – Powrócisz tu…
- 1968 – Zapamiętaj, że to ja…
- 1969 – Wśród nocnej ciszy… Kolędy i pastorałki śpiewa Irena Santor
- 1970 – Dla ciebie śpiewa Irena Santor
- 1972 – Witaj, gwiazdko złota
- 1972 – Moja Warszawa
- 1972 – Z tobą na zawsze
- 1973 – Jubileusz
- 1975 – Irena Santor
- 1977 – Baśnie Andersena w piosence
- 1978 – Irena Santor
- 1979 – Telegram miłości
- 1981 – C.D.N.
- 1982 – Przeboje pana Stanisława
- 1985 – Irena Santor w piosenkach Ryszarda Szeremety
- 1990 – Biegnie czas
- 1996 – Duety
- 2000 – Santor Cafe
- 2002 – Jeszcze
- 2010 – Kręci mnie ten świat
- 2014 – Zamyślenia
- 2014 – Punkt widzenia

## Признания и отличия
- 1961 – I награда за песента Embarras, III награда за Walczyk na cztery ręce и I награда за изпълнение на Международния музикален фестивал в Сопот (Полша)
- 1966 – I и III награда за песента Powrócisz tu на Националния фестивал на полската песен в Ополе (Полша)
- 1969 – Златна плоча за албума Piosenki stare jak świat (Old Hits)[8]
- 1970 – Златна плоча за албума Zapamiętaj, że to ja…[8]
- 1971 – Златна плоча за албума Wśród nocnej ciszy[8]
- 1971 – награда за песента Może już jutro на Световния фестивал за популярна песен в Токио (Япония)[7]
- 1973 – Златна плоча за албума Z tobą na zawsze[8]
- 1974 –  Сребърен кръст за заслуги на Полската народна република
- 1976 –  Златен кръст за заслуги на Полската народна република
- 1985 –  Командорски кръст със звезда на Ордена на Възраждане на Полша
- 1987 –  Златен почетен медал на общността Полония
- 1993, 2002 – Голяма награда „Кехлибарен славей“ на Международния музикален фестивал в Сопот (Полша)[9]
- 1997 – Златен диск за албума Miło wspomnieć[8]
- 1998 –  Командорски кръст на Ордена на Възраждане на Полша
- 2000 – Златен диск за албума Duety[8]
- 2007 –  Златен орден „Глория Артис“ за заслуги в културата[10]
- 2008 –  Орден на усмивката
- 2010 – почетна звезда на Алеята на звездите на полската песен в Ополе
- 2013 – звание „Почетна гражданка на Варшава“[2]
- 2013 – „Диамантен микрофон“ на Полското радио[11]
- 2014 – звание „Почетна гражданка на гмина Папово Бискупе“[3]
- 2017 – „Доктор хонорис кауза“ на Музикалната академия „Гражина и Кейстут Бацевич“ в Лудж[1]